# Jan Oosthoek
Jan Oosthoek (* 5. März 1898 in Rotterdam; † 8. März 1973 ebenda) war ein niederländischer Fußballspieler in den Diensten Sparta Rotterdams.
Er bestritt zwei Länderspiele für die niederländische Fußballnationalmannschaft bei den Olympischen Spielen 1924 in Paris. Beide Nationalmannschaftseinsätze Ooshoeks waren gegen Schweden, da aufgrund eines 1:1-Unentschiedens am 8. Juni 1924 am folgenden Tag ein Entscheidungsspiel notwendig war. Dieses wurde mit 1:3 verloren, wodurch die Niederlande den vierten Platz belegten. Oosthoek konnte in beiden Spielen kein Tor erzielen.